# Frémainville
Frémainville és un municipi francès, situat al departament de Val-d'Oise i a la regió d'Illa de França. L'any 2007 tenia 481 habitants.
Forma part del cantó de Vauréal, del districte de Pontoise i de la Comunitat de comunes Vexin centre.

## Demografia

### Població
El 2007 la població de fet de Frémainville era de 481 persones. Hi havia 164 famílies, de les quals 24 eren unipersonals (16 homes vivint sols i 8 dones vivint soles), 52 parelles sense fills, 84 parelles amb fills i 4 famílies monoparentals amb fills.
La població ha evolucionat segons el següent gràfic:
Habitants censats

### Habitatges
El 2007 hi havia 176 habitatges, 166 eren l'habitatge principal de la família, 6 eren segones residències i 4 estaven desocupats. 174 eren cases i 1 era un apartament. Dels 166 habitatges principals, 147 estaven ocupats pels seus propietaris, 13 estaven llogats i ocupats pels llogaters i 6 estaven cedits a títol gratuït; 3 tenien dues cambres, 14 en tenien tres, 36 en tenien quatre i 114 en tenien cinc o més. 144 habitatges disposaven pel capbaix d'una plaça de pàrquing. A 57 habitatges hi havia un automòbil i a 105 n'hi havia dos o més.

### Piràmide de població
La piràmide de població per edats i sexe el 2009 era:
| Homes | Edats   | Dones |
| ----- | ------- | ----- |
| 0     | 95 o +  | 0     |
| 0     | 90 a 94 | 0     |
| 0     | 85 a 89 | 0     |
| 1     | 80 a 84 | 1     |
| 2     | 75 a 79 | 1     |
| 5     | 70 a 74 | 6     |
| 8     | 65 a 69 | 11    |
| 8     | 60 a 64 | 10    |
| 13    | 55 a 59 | 8     |
| 26    | 50 a 54 | 22    |
| 20    | 45 a 49 | 24    |
| 24    | 40 a 44 | 21    |
| 22    | 35 a 39 | 29    |
| 14    | 30 a 34 | 15    |
| 6     | 25 a 29 | 10    |
| 15    | 20 a 24 | 10    |
| 21    | 15 a 19 | 17    |
| 15    | 10 a 14 | 23    |
| 19    | 5 a 9   | 18    |
| 13    | 0 a 4   | 19    |

## Economia
El 2007 la població en edat de treballar era de 329 persones, 241 eren actives i 88 eren inactives. De les 241 persones actives 226 estaven ocupades (121 homes i 105 dones) i 15 estaven aturades (4 homes i 11 dones). De les 88 persones inactives 32 estaven jubilades, 39 estaven estudiant i 17 estaven classificades com a «altres inactius».

### Ingressos
El 2009 a Frémainville hi havia 164 unitats fiscals que integraven 504 persones, la mediana anual d'ingressos fiscals per persona era de 25.074 €.

### Activitats econòmiques
Dels 14 establiments que hi havia el 2007, 1 era d'una empresa de construcció, 5 d'empreses de comerç i reparació d'automòbils, 1 d'una empresa de transport, 1 d'una empresa d'informació i comunicació, 1 d'una empresa financera, 2 d'empreses de serveis, 2 d'entitats de l'administració pública i 1 d'una empresa classificada com a «altres activitats de serveis».
L'únic servei als particulars que hi havia el 2009 era un guixaire pintor.

## Equipaments sanitaris i escolars
El 2009 hi havia una escola elemental.

## Poblacions més properes
El següent diagrama mostra les poblacions més properes.